# Gorna Breznitsa
Gorna Breznitsa (bulgariska: Горна Брезница) är ett distrikt i Bulgarien.   Det ligger i kommunen Obsjtina Kresna och regionen Blagoevgrad, i den sydvästra delen av landet, 110 km söder om huvudstaden Sofia.
Omgivningarna runt Gorna Breznitsa är en mosaik av jordbruksmark och naturlig växtlighet. Runt Gorna Breznitsa är det glesbefolkat, med 16 invånare per kvadratkilometer.